# Palazzo Partanna
Palazzo Partanna, također nekoć poznata kao Palazzo Coscia, monumentalna je palača smještena na Piazza dei Martiri 64-66 na zapadnom rubu četvrti Chiaia u Napulju, Italija. Palača je okrenuta prema Piazza dei Martiri.
Palaču kakvu danas vidimo obnovio je arhitekt Mario Gioffredo (1718.-1785.). U 19. stoljeću Antonio Niccolini također je radio na njezinoj obnovi kada je postala poznata kao Palazzo Cocozza, a u njoj je boravio kardinal Niccolò Coscia, brat vojvode Baldassarrea Coscie. Sljedeći članovi aristokratske obitelji prodali su dijelove palače, sve dok je posljednji član nije napustio 1812. Godine 1812. postaje uredima Ministarstva rata i mornarice.
Ime Partanna potječe od vojvotkinje od Floridije, Lucije Migliaccio, udovice Benedetta Grifea, princa od Partanne, koja je postala morganatska žena udovca Ferdinanda IV. od Napulja. Živjela je u ovoj palači dok se nije preselila u Palazzo San Giacomo (danas Gradska vijećnica) na Piazza Municipio.
Oštećena je bombardiranjem tijekom Drugog svjetskog rata. Sada se u njemu nalazi Unione degli Industriali provincije Napulj. Glavni kat imao je stropove s freskama koje su prikazivale Juditin trijumf Antonija i Giovannija Sarnellija (1749.).

## Vanjske poveznice
|  | Zajednički poslužitelj ima još gradiva o temi Palazzo Partanna |